# Dusendüwelswarf
Dusendüwelswarf war der Titel einer Zeitung, mit der der Bauernführer Claus Heim nach seiner Haftentlassung 1932 die schleswig-holsteinische Landvolkbewegung wieder beleben wollte. Die Zeitung erschien nur vom 28. Januar 1933 bis zum 30. September 1933, es erschienen 36 Ausgaben, dann wurde sie für sechs Monate verboten. Zu weiteren Ausgaben kam es nicht mehr.
Der Titel der Zeitung erinnert (in niederdeutscher Schreibweise mit nur einem d) an die Dusenddüwelswarf, auf der das Dithmarscher Landesdenkmal steht, mit dem an die Schlacht bei Hemmingstedt erinnert wird, bei der im Jahr 1500 Dithmarscher Bauern Vertreter der dänischen und holsteinischen Obrigkeit besiegten.
In der ersten Ausgabe der Zeitung hatte Heim noch einmal die Parole ausgegeben, den Weg der Selbsthilfe zu gehen, was in den Worten gipfelte: „Vom Hofe darf der Bauer nur als Leiche!“ Nachdem er in der 36. Ausgabe unter der Überschrift „Die verlorene Scholle“ gefordert hatte, allen Bauern, die in der Wirtschaftskrise ihren Besitz verloren hatten, die ererbten Höfe zurückzugeben, wurde die Dusendüwelswarf für sechs Monate verboten. Daraufhin stellte Claus Heim seine politischen Aktivitäten ein.